# Мієн (озеро)
Мієн (швед. Mien) — кратерне озеро на півдні Швеції, у межах комуни Тінгсрид лену Крунуберг. Утворилося у метеоритному кратері, що виник внаслідок удару метеориту приблизно 121 млн років тому. 
Через озеро проходить річка Мієон.   
Назва озера походить, ймовірно, від старошведського прикметника midh(er) — «існуючий в середині» з огляду на те, що озеро розташоване на кордоні між колишніми ландскапами Смоланд і Блекінге. 
На честь озера названо астероїд головного поясу 7706 Мієн. 